# Callistomys pictus
Callistomys pictus е вид бозайник от семейство Бодливи плъхове (Echimyidae), единствен представител на род Callistomys. Видът е застрашен от изчезване.

## Разпространение
Разпространен е в Бразилия.